# Quartier Sénégalais
Het Quartier Sénégalais of de village Sénégalais is een villawijk in de Belgische badplaats Koksijde die is gebouwd tijdens de Belle Epoque vanaf 1908. Het Quartier werd in 2001 als dorpsgezicht beschermd.

## Toponymie
Er werd gedacht dat de ietwat merkwaardige naam verband zou houden met de huisvesting van Franse soldaten uit de koloniën tijdens de Eerste Wereldoorlog, of nog met de bewoners, vaak meestal ex-kolonialen, die Afrikaanse namen aan hun huizen gaven. De oorsprong is tot op heden onbekend. Een aantal inwoners eisten in 1920 als grap de geuzennaam 'Sénégalais' op.

## Beschrijving
Deze wijk werd vanaf 1908 aangelegd op gronden aangekocht door Léopold Lejeune, een boekhouder en zelfverklaarde aannemer woonachtig in Verviers. Samen met zijn zoon Gaston Lejeune bouwde hij er zijn ruime cottages die enkel tijdens de zomermaanden betrokken werden door grote - overwegend Franstalige en Brusselse - gezinnen en een leger inwonend personeel. Deze pittoreske cottages vormden het ideale decor om van de gezonde zeelucht te genieten in het kader van het gezondheidstoerisme ontstaan in het Victoriaanse Engeland. Veel van deze cottages zijn van de hand van architect Gaston Lejeune. De aanleg van deze wijk begon in het begin van de 20e eeuw, en ontwikkelde zich verder tijdens WO I en vooral tijdens het interbellum. De cottages werden aangelegd volgens de strenge regels van de maatschappij van wie Léopold de gronden aankocht, wat de eenheid en de charme van de wijk verklaart.
Vanaf het Bad Schallerbachplein, waar het Manneken Pis van Koksijde staat, vertrekken lanen volgens een stervormig patroon, waarop dan weer een wirwar van straatjes aansluit, die zich integreren in het duinenlandschap en het oorspronkelijke reliëf respecteren, conform de Engelse tuinwijkgedachte. Dit urbanistische idee vinden we ook terug in De Panne (Dumontwijk), De Haan (de Concessie), Knokke en Westende. Koksijde-Bad kwam vanaf de eerste decennia van de 20e eeuw tot ontwikkeling en de modieuze cottagestijl werd breed toegepast in andere wijken zoals het Quartier du Bois en het Quartier Japonais, maar ook verspreid over heel Koksijde-Bad.